# Wu wei
Wu wei (chiń. trad. 無為, upr. 无为, pinyin: wú wéi; kor. muwi, jap. mui, wiet. vô vi, tyb. bja.bral) – podstawowa zasada taoizmu, mówiąca o tym, że należy pozwolić rzeczom istnieć zgodnie z naturą, a zdarzenia mają biec tak, jak biec mają, bez wszelkiej ingerencji i narzucania czegokolwiek. Po chińsku wu wei znaczy „niedziałanie”. Odnosząc się do życia jednostki, wu wei przeciwstawia się wszelkiemu formalizmowi dotyczącemu moralności, wszelkim przykazaniom, czy zaleceniom, które są sztuczne i maskują prawdziwe uczucia. Człowiek nie powinien być dobry dlatego, że takie ma rozkazy, czy zalecenia, tylko powinno to być dla człowieka w pełni naturalne, nie powinno wymagać od niego jakiegokolwiek wysiłku. Duchowy stan całkowitej naturalności, pozwalający, w myśl zasady wu wei, czynić dobro bez wysiłku/starania się, nazywa się w taoizmie Mocą lub Cnotą (chin. de).
W taoizmie politycznym zasada wu wei głosi, że najlepszy władca to taki, który powstrzymuje się od ingerencji. Polityczna zasada wu wei jest najbliższa anarchizmowi. 
Niedziałanie to także jeden z podstawowych terminów buddyzmu chan a tym samym sŏn, zen, thiền.
Określenie to zostało zapożyczone z taoizmu; jego pochodzenie więc nie jest buddyjskie. Niedziałanie jest tłumaczeniem chińskiego zwrotu wu wei. Wu (nie) zazwyczaj utożsamia się z oświeceniem, gdyż w jego momencie nie ma żadnego działania, nawet działania myśli, które są przecież wynikiem funkcjonowania umysłu. Czy wu wei prowadzi do oświecenia czy też usuwa przeszkody w drodze do niego, czy wreszcie towarzyszy oświeceniu – jest sprawą, co do której opinie się różnią. Również i samo doświadczenie ukazuje to różnie. Niemniej jeśli w Chinach mówiło się, że oświecenie posiada wu, to znaczyło, że jest pozbawione wszelkich form i działań.
Świadomość człowieka oświeconego (zwanego często mędrcem) składa się z trzech składników: oświecenia, umysłu i ciała, podczas gdy u zwykłych ludzi mówimy tylko o dwu składnikach: umysłu i ciała.
Wu wei wcale nie implikuje bezczynności czy pospolitego próżniactwa. Wręcz przeciwnie – mało jest ludzi tak zajętych jak np. mistrz zen i tak efektywnie wykorzystujących każdą chwilę. Chodzi tu o to, aby w drodze do oświecenia przestać dążyć do rzeczy nierzeczywistych, które sprawiają, że nie możemy zobaczyć swojego Prawdziwego Ja, a zacząć dążyć do „oczyszczenia” swojego umysłu. Niedziałanie określa również działanie właściwe człowiekowi oświeconemu; jest to działanie w niczym niesprzeczne z naturą i jej prawami, które są jasne dla niego w najgłębszej i najbardziej subtelnej postaci.
Przeciwieństwem wu wei jest yu wei – działanie. Znak yu (有) utworzony jest z dwu znaków: ręki i księżyca, co jeszcze lepiej ukazuje właściwe znaczenie wu wei. Yu dosłownie oznacza bowiem chwytanie księżyca, tak jak jakby można go było schwytać i przywłaszczyć sobie. Czyli wu wei jest nie tylko nie-chwytaniem lecz pozytywną akceptacją nieuchwytności i zmienności.